# Plantago media
Plantago media, és una espècie de plantage natiu d'Europa central i occidental, incloent la Gran Bretanya. Ha estat introduït al nord-est dels Estats Units.

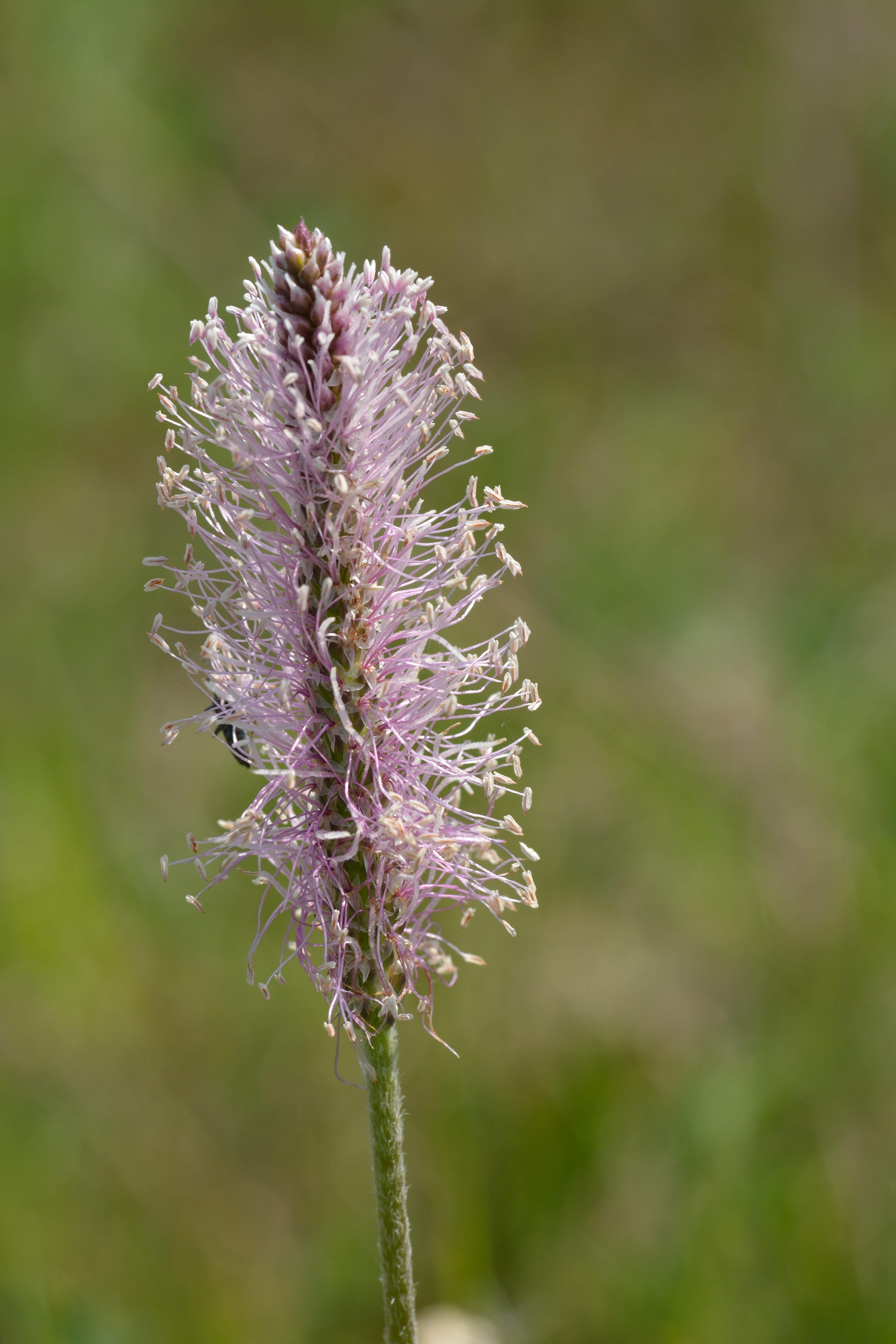
Inflorescència

Plantago media com el seu epítet específic indica té una mida mitjana entre Plantago major i Plantago minor. La seva tija fa de 5 a 50cm i es desenvolupa a partir d'una roseta basal. Les flors apareixen entre maig i setembre. El fruit és un pixidi. Es pol·linitza pel vent (anemòfila) i pels insectes (entomòfila).
És una planta comestible i té usos en medicina tradicional com astringent i pel tractament ferides. les llavors són laxants.